# Roger Nordmann (journaliste)
Pour les articles homonymes, voir Roger Nordmann et Nordmann.
Roger Nordmann, né le 29 novembre 1919 à Fribourg et mort en 1972 à Lausanne, est un journaliste et publicitaire suisse, journaliste et reporter à la Radio suisse romande.

## Biographie

### Origines et famille
Roger Nordmann naît le 29 novembre 1919 à Fribourg. Il est originaire de Seuzach, dans le canton de Zurich.
Son père, Camille Nordmann, est commerçant ; sa mère est née Berthe Bloch. Jean Nordmann (de), président de la Fédération suisse des communautés israélites (de), est son cousin.
Il épouse Rosemarie Henggeler. L'animateur de radio Patrick Nordmann est son fils.

### Études et parcours professionnel et caritatif
Après une licence en droit à l'Université de Fribourg, il devient vers 1935 correspondant de l'hebdomadaire français Marianne. Il est rédacteur en chef à partir de 1949 du nouveau journal Trente Jours.
Il est chef du service des reportages de Radio Lausanne de 1951 à 1955, puis directeur du Bureau d'étude publicitaire à Lausanne.
En 1946, il crée avec le journaliste Jack Rollan La Chaîne du bonheur, émission radiophonique rassemblant des dons pour les nécessiteux. En 1948, il organise avec la Croix-Rouge genevoise des séjours pour enfants français et suisses marqués par la Seconde Guerre mondiale et fonde la Chaîne du Bonheur internationale, dont il devient le secrétaire général en 1953.
À partir de 1959, il préside et développe l'Association pour la conservation du château d'Oron.

### Publication
Il publie en 1953 Amérique et microphone après un voyage aux États-Unis.